# Калиновка (Снигирёвский район)
Кали́новка (укр. Калинівка; до 2016 г. Ку́йбышево, до 1940-х Фра́йланд) — село в Снигирёвском районе Николаевской области Украины.
Основано в качестве еврейской земледельческой колонии.
Население по переписи 2001 года составляло 743 человек. Почтовый индекс — 57332. Телефонный код — 5162.

## Местный совет
57332, Николаевская обл., Снигирёвский р-н, с. Калиновка, ул. Куйбышева, 17